# Rutherfordia
Rutherfordia es un género de foraminífero bentónico considerado homónimo posterior de Rutherfordia Macgillivray, 1921, y sustituido por Rutherfordoides de la familia Fursenkoinidae, de la superfamilia Fursenkoinoidea, del suborden Buliminina y del orden Buliminida. Su especie tipo era Rutherfordia rotundiformis. Su rango cronoestratigráfico abarcaba el Holoceno.

## Discusión
Clasificaciones previas incluían Rutherfordia en el suborden Rotaliina del orden Rotaliida.

## Clasificación
Rutherfordia incluía a las siguientes especies:
- Rutherfordia cornuta
- Rutherfordia rotundiformis, aceptado como Rutherfordoides rotundiformis

Otra especie considerada en Rutherfordia es:
- Rutherfordia scalena, de posición genérica incierta